# Ngựa bạch
Ngựa bạch, ngựa bạch tạng hay ngựa trắng trội (Dominant White – ký hiệu D) là những cá thể ngựa có bộ lông màu trắng tuyền do tương tác của các gen lặn (alen lặn) thông qua hiện tượng đột biến. Những đột biến này có thể là ngẫu nhiên và xuất dịchhiện ở các cá thể ngựa mang tính chất vãng lai nhưng cũng có thể được chọn lọc, giữ lại nhân giống để trở thành một giống ngựa, chẳng hạn như giống ngựa bạch Việt Nam, ngựa bạch Mỹ, ngựa bạch Pháp, ngựa Camarillo.
Nhìn chung, chúng là những cá thể ngựa thuộc thể loại ngựa trắng nhưng có lông màu trắng tuyền hoặc trắng ánh kim hay hồng nhuận, màu trắng tuyền là trội so với các màu tuyền khác. Những cá thể ngựa bạch tương đối quý hiếm do tỷ lệ xuất hiện thấp, những con ngựa màu trắng tuyền và hồng nhuận này được ưa chuộng để làm kiểng, kéo xe kiểng, một số nơi như ở Việt Nam, chúng được chọn giống và nhân nuôi ngựa để lấy xương làm cao ngựa bạch. Ở một số nơi, các đàn ngựa trắng bạch tạng này được nhân nuôi thành quần thể để bảo tồn. Ngựa bạch là giống ngựa quý hiếm, có thể dùng thịt và xương để làm thuốc chữa bệnh, giống ngựa này ít bệnh tật, không mất nhiều công chăm sóc.

## Tổng quan

### Đặc điểm

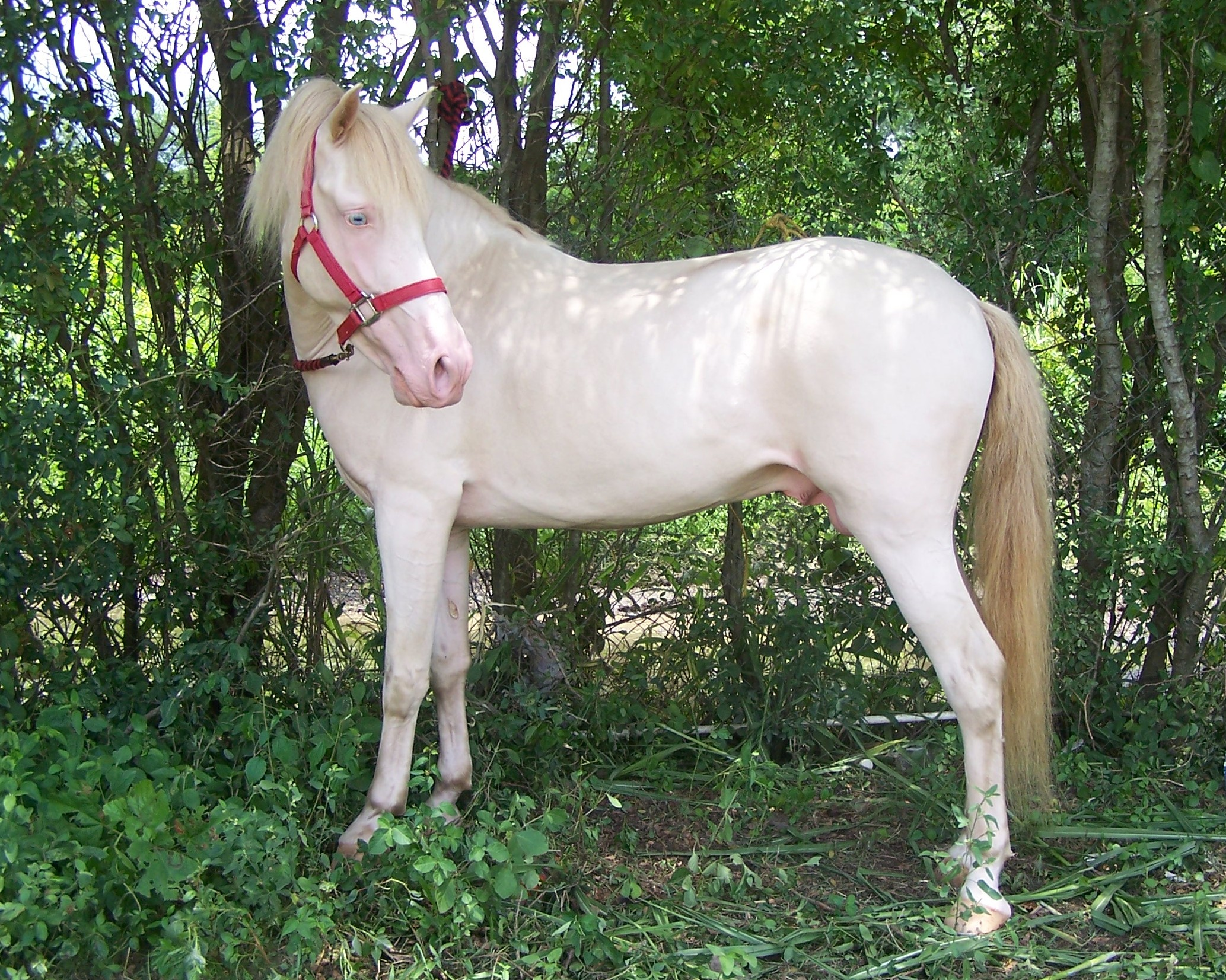
Ngựa bạch hồng với đặc trưng sắc trắng và các lỗ tự nhiên có màu hồng

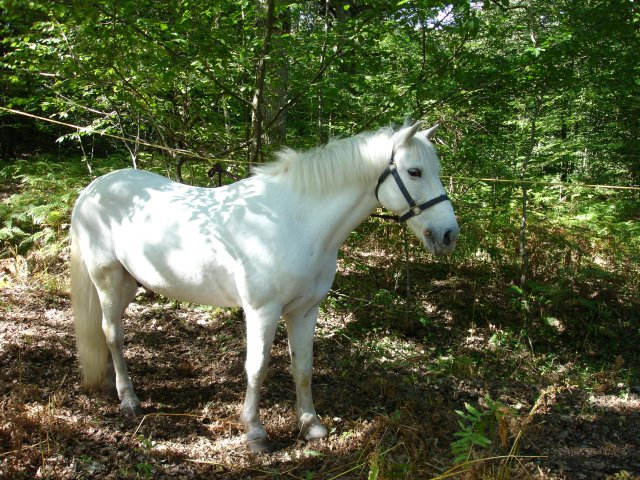
Một con ngựa bạch nhạn thuộc giống ngựa Camargue

Ngựa bạch cũng có ba loại bạch hồng, bạch kim và bạch nhạn. Ngựa Bạch có nhiều đặc điểm khác với ngựa mầu như toàn thân mầu trắng, các lỗ tự nhiên mầu hồng, đặc biệt một số cá thể vào 12 giờ trưa thì có hiện tượng mù mầu trong khoảng 30 phút. Một con ngựa bạch tốt và chuẩn là con ngựa đó cần có mắt thau đồng, móng trắng, môi trắng hồng, không có đốm đen, buổi tối soi trước bóng đèn thì thấy hai mắt ngựa đỏ rực như than lửa, bộ phận sinh dục, mũi, mõm có màu hồng đỏ, bốn chân có móng sừng, màu cước ánh bạc
Thực chất ngựa bạch là ngựa bị bạch tạng, ngựa bạch tạng khi phối với ngựa bạch tạng thường gặp trường hợp thai bị chết lưu, đẻ non rất cao. Một số quan niệm cho rằng có thể dùng đèn chuyên dụng để soi vào mắt ngựa đúng giờ Tuất đồng tử đang từ tròn biến thành hình chữ nhật thì kiểm chứng tin đồn, đồng thời khó có thể chứng minh cao ngựa bạch tốt hơn hẳn cao ngựa thường bởi nó cũng là ngựa, chỉ khác là ngựa bị rối loạn gien điều khiển sắc tố nên mới có màu lông, ngoại hình đặc biệt. Buổi trưa ngựa bị quáng gà chẳng nhìn thấy lối đi nhưng thực tế không chỉ nhìn đường, chúng còn phân biệt rõ khóm cỏ nào non, khóm nào già để vục mõm vào. Ngộ nhận thứ hai là chẳng có chuyện ngựa bạch phối với ngựa bạch sinh ra con bị chết non mà chúng vẫn lớn.
Do xuất hiện từ bạch tạng nên tập tính của ngựa bạch chậm hơn ngựa thường nên mới nhìn tưởng chúng yếu sức nhưng thực ra không phải vì chúng đi lì hơn, tập tính cũng hiền hơn nên cũng ít xảy ra ẩu đả kể cả mùa động dục, chúng thường thuần tính và hiền lành. Ở một số nơi, ngựa bạch tuy quý hiếm nhưng cũng rất dễ ăn, chúng ăn tất cả những thứ cây cỏ mà ngựa thường có thể ăn được, thậm chí ăn được cây chuối như lợn, chuối băm trộn lẫn cám. Ngựa bạch trông tưởng yếu ớt, chậm chạm nhưng thực ra rất dẻo dai, ít khi bị dịch bệnh, mùa mưa ăn cỏ, mùa khô thiếu thức ăn chúng ngốn cả thân ngô hay vỏ đậu xanh mà vẫn chẳng nề hà, chẳng bị bệnh tật.
Tập tính sinh sản của ngựa bạch không lung tung như trâu, bò, có ghi nhận cho rằng chúng không bao giờ phối giống với những con cùng huyết thống, kể cả sau khi bán xa vài năm nó cũng nhận được mặt, mùi của những con cùng chung máu mủ này. Có ngộ nhận về ngựa bạch như buổi trưa ngựa bị quáng gà chẳng nhìn thấy lối đi nhưng thực tế không chỉ nhìn đường, chúng còn phân biệt rõ khóm cỏ nào non, khóm nào già để vục mõm vào ăn và không thể có việc ngựa bạch phối với ngựa bạch sinh ra con bị chết non (chết yểu).

### Phân biệt

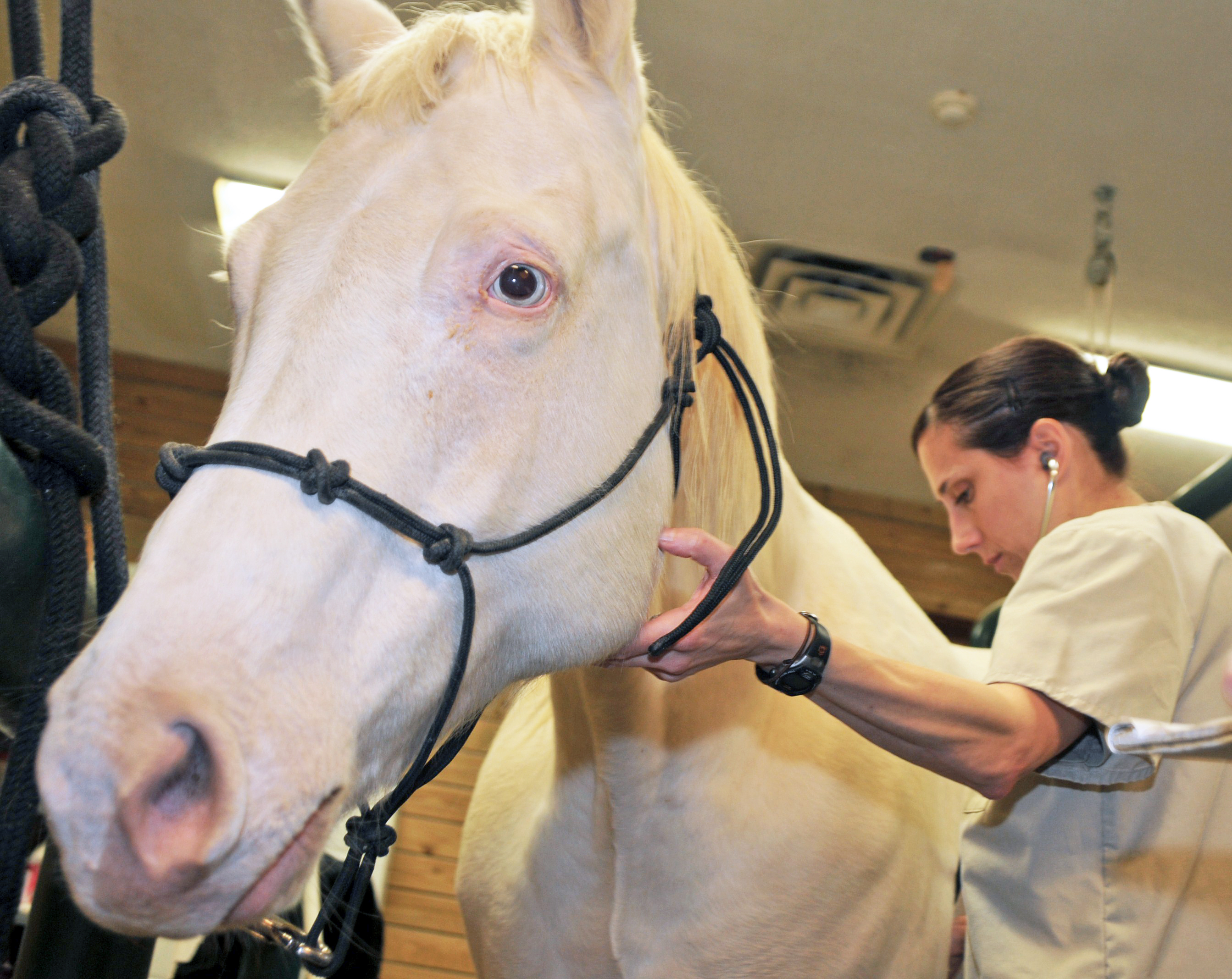
Một con ngựa bạch thự thụ với lỗ mũi, mắt, miệng có màu hồng nhuận

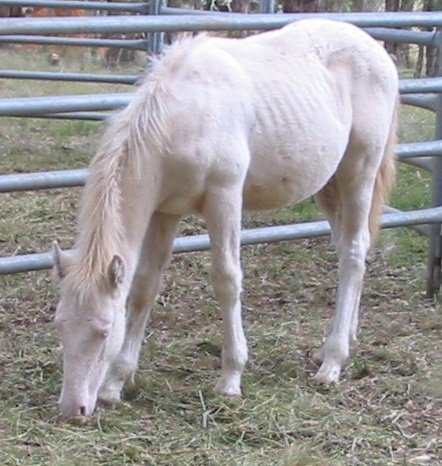
Một con ngựa bạch hồng

Để phân biệt hai loại ngựa trắng (ngựa kim) và ngựa bạch đều có màu trắng thì ngựa bạch toàn thân ngựa da có màu trắng hồng hoặc trắng mây, da ngựa trắng hồng, xung quanh viền mắt màu hồng, có màu đồng thau, con ngươi có màu đỏ hồng, ban đêm soi đèn có màu đỏ rực. Cả bốn móng có màu trắng ngà, các bộ phận như mũi, miệng, bộ phận sinh dục đều có màu hồng nhuận hay hồng đỏ Để phân biệt giữa ngựa bạch và ngựa trắng thường (ngựa kim) khá đơn giản. Ngựa bạch khác ngựa trắng thường ở chỗ tất cả chín lỗ đều màu trắng hồng đồng thau trong khi ngựa trắng thường thì vành mắt đen.
Điểm cốt yếu để phân biệt giữa ngựa bạch và ngựa thường đó là đôi mắt và móng ngựa. Đôi mắt ngựa bạch thuần chủng trông như hòn bi ve, móng ngựa bạch cũng phủ một màu trắng và toàn thân không có một chấm đen Vào giờ chính Tuất (20 giờ) dùng đèn chuyên dụng soi vào đồng tử ngựa bạch phải chuyển từ hình tròn sang hình dạng chữ nhật nằm ngang mới chính là ngựa bạch. Ngựa bạch khác ngựa trắng thường ở chỗ tất cả chín lỗ đều màu trắng hồng đồng thau (đặc biệt là xem vành mắt) trong khi trắng thường thì vành mắt đen. Ngựa thuần chủng có thể nhìn bằng mắt bởi những bộ phận trên ngựa bạch phải có màu hồng gồm mõm, mắt, móng, bộ phận sinh dục. Toàn thân có màu trắng, mắt hồng và trong như viên bi ve, nếu đang đi ngoài đường vào chính Ngọ (12 giờ) nó sẽ khựng lại một lúc.
Ngựa bạch là giống ngựa với bộ lông trắng muốt, có thể dễ nhận biết giữa ngựa bạch thuần chủng và ngựa lai. Để nhận biết ngựa bạch thuần chủng và ngựa trắng (ngựa kim) thông thường thì phải hội tụ đầy đủ các yếu tố có 6 điểm chính như: Mắt có màu trắng mây hay còn gọi là mắt mốc, chung quanh có một vòng màu đồng lửa, khi mặt trời đứng bóng mắt bị lòa, thậm chí trong đêm, mắt bắt ánh sáng đèn đỏ như đốm lửa. Các lỗ tự nhiên (lỗ ở bộ phận sinh dục, mũi, mõm) có màu hồng đỏ, bốn chân có móng sừng trắng ngà, màu cước ánh bạc hoặc thì 9 lỗ trên người đều có màu trắng, hồng đồng thau trong khi ngựa trắng thường thì vành mắt có màu đen. Chỉ thiếu một trong những đặc điểm trên thì đã bị loại khỏi ngựa bạch thuần chủng, lúc ấy chỉ còn được gọi là ngựa kim, tức là ngựa trắng.
Trong chăn nuôi, nhiều ngựa con sinh ra mang màu lông trắng là do bị bạch tạng. Điều này sẽ gây khó khăn trong việc phân biệt giữa ngựa bạch và ngựa bạch tạng. Việc phân biệt được giống ngựa bạch và ngựa bạch tạng. Từ đó, giúp người chăn nuôi ngựa có thể loại bỏ ngựa bạch tạng ra khỏi đàn ngựa giống để tránh sinh ra ngựa con bị chết. Do đó nghiên cứu các gen MC1R, ASIP, EDNRB của ngựa là cơ sở khoa học cho việc xác định kiểu gen quy định màu sắc lông ngựa và phân biệt, chọn lọc đúng giống ngựa bạch không bị nhầm với ngựa bị bạch tạng. Trong quá trình nhân giống đàn ngựa bạch thường dễ bị nhầm lẫn giữa các cá thể ngựa bạch và những cá thể ngựa bị bạch tạng cũng có màu lông trắng, mà những cá thể ngựa bạch tạng thường sinh ra ngựa con bị chết.
Có ba loại khác biệt là ngựa bạch, ngựa màu, ngựa hồng bạch, trong đó, ngựa hồng bạch có nước da hồng, lông màu trắng có giá trị nhất, cả trong công việc lẫn trong mua bán. Ngựa bạch hồng phải mua từ nước ngoài, cứ 3 tuổi được gọi là trưởng thành. Người ta mua ngựa về xẻ thịt ăn rồi lấy xương để nấu cao. Cao ngựa bạch hồng có giá trị trong việc chữa nhiều căn bệnh về phong khớp nên được thị trường khắp nơi ưa chuộng. Còn ngựa trắng thì có giá trị thấp hơn, ngựa màu (lông đen, đỏ) thì còn thấp hơn cả ngựa trắng. Một số nơi, do quá sốt nguồn cao ngựa, người ta đã nấu (mổ) cả những con ngựa không phải ngựa bạch. Nhiều người cho rằng cứ ngựa trắng là ngựa bạch nhưng đó là hai loài khác nhau. Thậm chí, nếu không nắm được đặc điểm chính thì không thể phân biệt được.

## Di truyền

### Đột biến

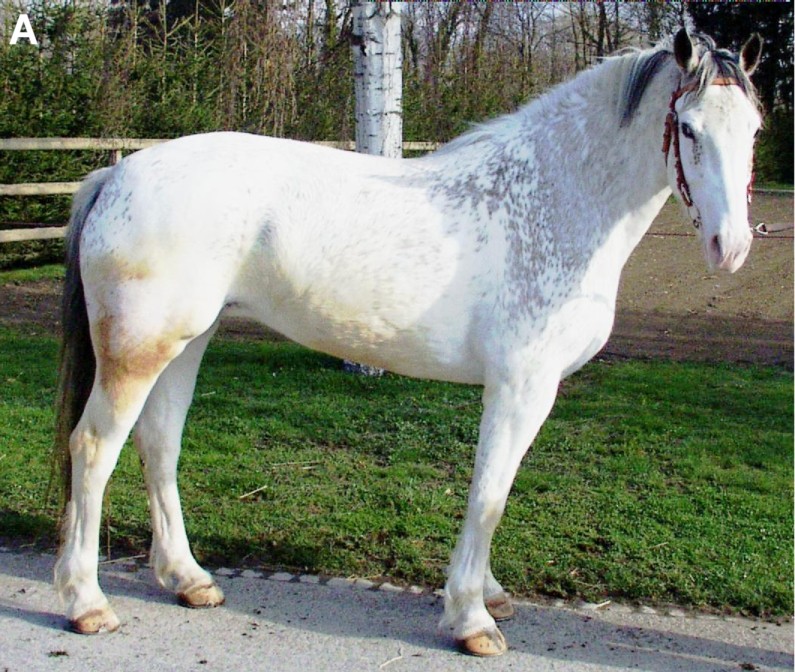
Một con ngựa bạch típ A

Ngựa bạch xuất hiện là do sự đột biến của nguồn gen, do đột biến kiểu gen EDNRB quy định màu lông trắng giữa ngựa bạch và ngựa bạch tạng được ghi nhận ở khu vực miền núi. Đây chính là sự kết hợp của hai nguồn gen bệnh vốn có của loài ngựa để ra loại hình ngựa bạch, ngựa bạch là con ngựa bệnh tương tự như con người bị bệnh bạch tạng. Tỷ lệ ngựa bạch so với các thứ ngựa khác chỉ chiếm 1/100, khoảng 100 cá thể ngựa đực cái thì mới sinh ra một con ngựa bạch. Trong thực tế các con ngựa bạch đều không khỏe và rất hay chết yểu, trong một quần thể ngựa bao giờ ngựa trắng các loại cũng ít hơn các loại ngựa màu sắc khác.
Đột biến gây bạch tạng (albinos), ngựa bạch tạng có màu trắng tuyền nhưng ở bẹn, ở bụng thường phơn phớt hồng và con mắt, mi mắt thường đỏ, con vật có vẻ không chịu ánh sáng gắt. Một kểu gen khác (Cream gen) cũng thể hiện màu sắc khá giống với đặc điểm ngựa bạch, chỉ khác là ngựa có màu mắt xanh và màu lông da vẫn tồn tại màu vàng nhạt (Pale Golden), màu này rất dễ nhầm lẫn với ngựa bạch. Trong một quần thể ngựa bao giờ ngựa trắng các loại cũng ít hơn các loại ngựa màu sắc khác. Ở một số vùng núi hẻo lánh, nơi có đường sá giao thông không thuận lợi việc giao lưu chưa được rộng rãi, nên tỷ lệ ngựa màu trắng có thể cao hơn, đó có thể là do nguyên nhân giao phối cận huyết lâu dài của một quần thể ít được chọn lọc.
Ở một số vùng núi hẻo lánh, nơi có đường sá giao thông không thuận lợi việc giao lưu chưa được rộng rãi, nên tỷ lệ ngựa màu trắng có thể cao hơn, đó có thể là do nguyên nhân giao phối cận huyết lâu dài của một quần thể ít được chọn lọc theo kiểu tạp giao. Tại Việt Nam, phương thức chăn nuôi thả rông ở các tỉnh miền núi mang tính phổ biến, còn ở các tỉnh trung du chăn dắt là phổ biến. Do việc phối giống tự nhiên là hoàn toàn ngẫu nhiên và không có sự tác động kiểm soát của con người dẫn đến mức độ cận huyết cao. Riêng ngựa cái bạch là được theo dõi và phối giống có chọn lọc với những đực bạch giống tốt, nhưng chỉ ở các Trung tâm nghiên cứu, việc quản lý đực giống và ghép đôi giao phối được kiểm soát chặt chẽ mới khống chế được yếu tố cận huyết. 

### Màu sắc

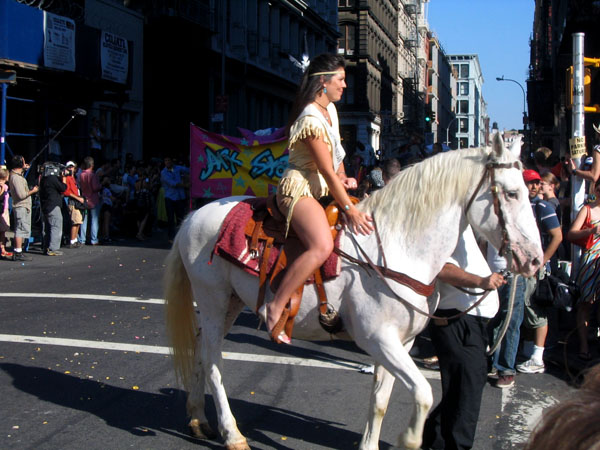
Cưỡi ngựa bạch

Ngựa bạch trắng tuyền hoặc trắng ánh kim, màu trắng tuyền (WW) là trội so với các màu tuyền khác, tổ hợp gen Ww thể hiện kiểu hình giống với ngựa bạch. Màu trắng trội, như tên của nó là màu sắc trội về mặt di truyền. Ít nhất hoặc bố hoặc mẹ phải là trắng trội và không bỏ qua các thế hệ vì nó không phải là tính lặn. Tuy nhiên, những biến dị hay đột biến mới tạo ra màu trắng trội cũng thỉnh thoảng xảy ra. Giống ngựa bạch đã được thí nghiệm và thu được được kết quả chứng minh màu sắc (trắng) của ngựa phân ly theo định luật 2 của Mendel.
Các kiểu hình mất sắc tố có nhiều nguyên nhân di truyền khác nhau và chúng mới đây được nghiên cứu thường lập bản đồ cho gen EDNRB (thụ thể endothelin loại B) và gen KIT (đột biến trội của một gen). Màu sắc (trắng) của ngựa tuân theo định luật 2 về phân ly của Mendel: chọn ngựa theo màu trắng thì hai công thức là có lợi. Công thức cho một tỷ lệ trắng bạch trên 50%. Quy định màu trắng là gen trội W. Nếu ngựa đực bạch lai với ngựa cái bạch sẽ cho ra đời con 50% màu trắng (Ww), 25% ngựa màu (ww), 25% (WW) sẽ chết thai.
Màu trắng tuyền (WW) trong hỗn hợp màu sắc là trội nhưng đặc biệt, không tồn tại dưới dạng đồng hợp (WW) mà chỉ tồn tại dưới dạng dị hợp Ww. Trong thực tế có thể kiểm tra hiện tượng này vì không có con ngựa nào trắng hoàn toàn, hoàn hảo vì xen lẫn với các lông trắng, bao giờ cũng có một ít lông màu khác ở bụng, ở bờm, ở đuôi, ở mang tai càng thấy rõ hơn. Vì vậy khi con vật có mảng trắng trên nền đen, nền nâu thì màu trắng lấn át nên các loại ngựa ấy được gọi là trắng - xám, trắng hồng chấm trắng, lang trắng có thể không rộng lắm trên cơ thể nhưng cũng thường thấy ở mũi, mí mắt, phần dưới tứ chi, bờm, đuôi.

### Alen KIT

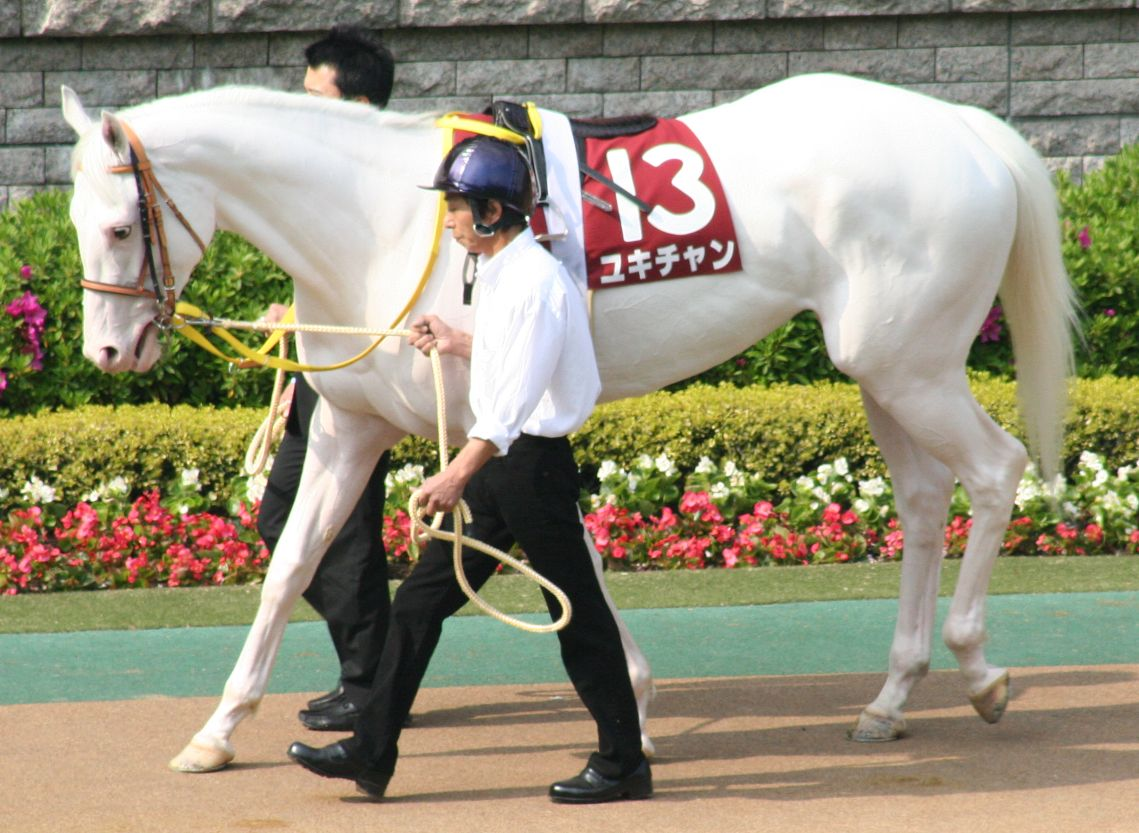
Một con ngựa bạch nổi tiếng ở Nhật Bản có tên là Yukichan

Con vật trắng trội là rất hiếm nhưng cũng xuất hiện ở nhiều giống. Vấn đề này đã được nghiên cứu ở các giống Ngựa Thuần Chủng, ngựa Ả rập, ngựa bạch Mỹ và ngựa bạch Camarillo. Có 11 biến thể của trắng trội được biết đến, mỗi biến thể lại ứng với một con thủy tổ trắng ngẫu nhiên và một đột biến trên gen KIT. Không có con ngựa nào được xác nhận là trắng trội đồng hợp tử và các nhà khoa học cho rằng ít nhất một số dạng trắng trội tạo nên phôi không thể sống trong trạng thái đồng hợp tử. Có 11 biến thể của trắng trội được biết đến, mỗi biến thể lại ứng với một con thủy tổ trắng ngẫu nhiên và một đột biến trên gen KIT.
Không có con ngựa nào được xác nhận là trắng trội đồng hợp tử và các nhà khoa học cho rằng ít nhất một số dạng trắng trội tạo nên phôi không thể sống trong trạng thái đồng hợp tử. Trong khi đột biến đồng hợp tử ở chuột thường liên quan đến bệnh thiếu máu và vô sinh, thì ở ngựa bạch lại không thấy tác động như vậy. Ngựa bạch xuất hiện là do sự đột biến của nguồn gen. Đây chính là sự kết hợp của hai nguồn gen bệnh vốn có của loài ngựa để ra loại hình ngựa bạch. Nghĩa là ngựa bạch là con ngựa bệnh tương tự như con người bị bệnh bạch tạng. Tỷ lệ ngựa bạch so với các thứ ngựa khác chỉ chiếm 1/100, nghĩa là khoảng 100 cá thể ngựa đực cái thì mới sinh ra một con ngựa bạch. Trong thực tế các con ngựa bạch đều không khỏe và rất hay chết yểu.
Thực tế, số lượng alen của gen KIT của ngựa được mô tả đến mức độ phân tử là nhiều hơn bất kỳ các gen nào khác ở các loài vật nuôi khác. Qua các kết quả trên cho thấy sử dụng các kỹ thuật di truyền phân tử như giải trình tự gen, PCR-RFLP đã xác định được các kiểu gen quy định các màu sắc lông khác nhau ở ngựa. Đặc biệt, từ kết quả nghiên cứu có thể phân biệt được giống ngựa bạch và ngựa bạch tạng. Từ đó, giúp người chăn nuôi ngựa có thể loại bỏ ngựa bạch tạng ra khỏi đàn ngựa giống để tránh sinh ra ngựa con bị chết. Do đó nghiên cứu gen EDNRB của ngựa là cơ sở khoa học cho việc xác định kiểu gen quy định màu sắc lông ngựa và phân biệt, chọn lọc đúng giống ngựa bạch không bị nhầm với ngựa bị bạch tạng.

### Dị hợp tử

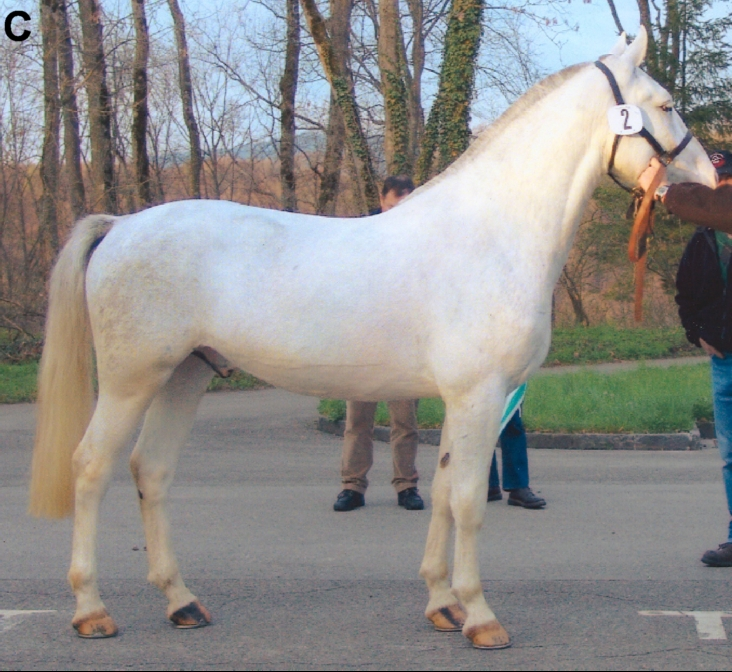
Một con ngựa bạch thuộc típ C

Gen màu trắng ở ngựa không những là gen dị hợp (trong đó W là trội) trong một bộ gen hỗn hợp tác động qua lại (epitatique) mà còn chịu ảnh hưởng của hai đột biến không có lợi. Đột biến gây chết hay nửa gây chết (lethal, semi-lethal) nên con trắng có thể gây chết khi còn là bào thai. Ngựa bạch tạng thường không có khả năng sinh sản, ngựa con màu trắng sinh ra thường bị chết (hội chứng OLWS). Đột biến hai nucleotid (TC353-354AG) trong gen Endothelin-B receptor (EDNRB) liên quan với hội chứng chết của ngựa con màu trắng (OLWS-overo lethal white symdrom). Đột biến dẫn đến thay đổi amino acid từ Isoleusine sang Lysine của G- protein couple receptor. Hội chứng ngựa con chết được phát hiện là do đột biến đồng hợp tử, do bố mẹ mang kiểu gen dị hợp tử.
Trên đàn ngựa 945 con màu trắng cho thấy tất cả ngựa con có hội chứng OLWS là dạng đồng hợp tử của đột biến endothelin-B receptor Ile118Lys và không tìm thấy ngựa trưởng thành mang kiểu gen đồng hợp tử này. Màu lông trắng được liên kết chặt chẽ với kiểu gen EDNRB. Kiểm tra AND (kiểu gen EDNRB) là cách duy nhất để xác định chắc chắn liệu các con ngựa màu trắng có thể sinh ra ngựa con bị mắc hội chứng OLWS hay không. Có 4 đột biến độc lập trong gen KIT ở ngựa chịu trách nhiệm về kiểu hình màu lông trắng trội trong nhiều giống ngựa. Trong 7 họ ngựa nghiên cứu, chỉ duy nhất một họ ngựa trắng có mang các đột biến trong kiểu gen. Những đột biến được phát hiện mới đây gồm hai đột biến dịch khung, hai đột biến nhầm nghĩa và ba đột biến về vị trí ghép cặp (c.338-1G>C; c.2222-1G>A; c.2684+1G>A).
Sử dụng kỹ thuật PCR-RFLP từ cặp mồi ps2/hex1 cho thấy sản phẩm PCR là 155 bp. Cắt sản phẩm PCR bằng enzym giới hạn BfaI cho thấy ngựa trắng mang alen chết có hai băng 136 bp và 19 bp, nhưng ngựa bình thường sản phẩm PCR không bị cắt. Nhân sản phẩm PCR từ cặp mồi ps4/ps5 sản phẩm PCR là 90 bp. Cắt sản phẩm PCR bằng enzym giới hạn Sau 3AI cho thấy ngựa mang alen chết không bị cắt, nhưng ở ngựa bình thường sản phẩm PCR được cắt thành hai băng 70 bp và 20 bp. Trên đàn ngựa 945 con màu trắng cho thấy: tất cả ngựa con có hội chứng OLWS là dạng đồng hợp tử của đột biến endothelin-B receptor Ile118Lys và không tìm thấy ngựa trưởng thành mang kiểu gen đồng hợp tử này.
Trong khi đột biến đồng hợp tử ở chuột thường liên quan đến bệnh thiếu máu và vô sinh, thì ở ngựa bạch lại không thấy tác động như vậy. Ngựa bạch xuất hiện là do sự đột biến của nguồn gen. Đây chính là sự kết hợp của hai nguồn gen bệnh vốn có của loài ngựa để ra loại hình ngựa bạch. Nghĩa là ngựa bạch là con ngựa bệnh tương tự như con người bị bệnh bạch tạng. Tỷ lệ ngựa bạch so với các thứ ngựa khác chỉ chiếm 1/100, nghĩa là khoảng 100 cá thể ngựa đực cái thì mới sinh ra một con ngựa bạch. Trong thực tế các con ngựa bạch đều không khỏe và rất hay chết yểu.

### Lai tạo
Có một số phương pháp tạo ra ngựa trắng hay ngựa bạch. Sử dụng ngựa bạch mẹ phối với ngựa bạch bố sinh ra ngựa bạch con. Có cách khác là chọn những con ngựa cái hởi (màu vàng vàng), ngựa cái kim (màu đen trắng) cho lai ở vòng sơ khảo, những con chọn được rồi ban đêm chủ nhân ra chuồng ngựa cầm đèn pin soi vào mắt ngựa, thấy mắt đỏ lừ như hòn than đang cháy mới giữ lại còn không phải đem loại. Những con ngựa hởi, ngựa kim có đặc điểm mắt đỏ ấy phối với ngựa bạch đực sẽ sinh ra ngựa bạch ngoài ra có thể cho ngựa bạch mẹ đem phối với ngựa đực thường cũng sinh ra ngựa bạch.

## Sử dụng

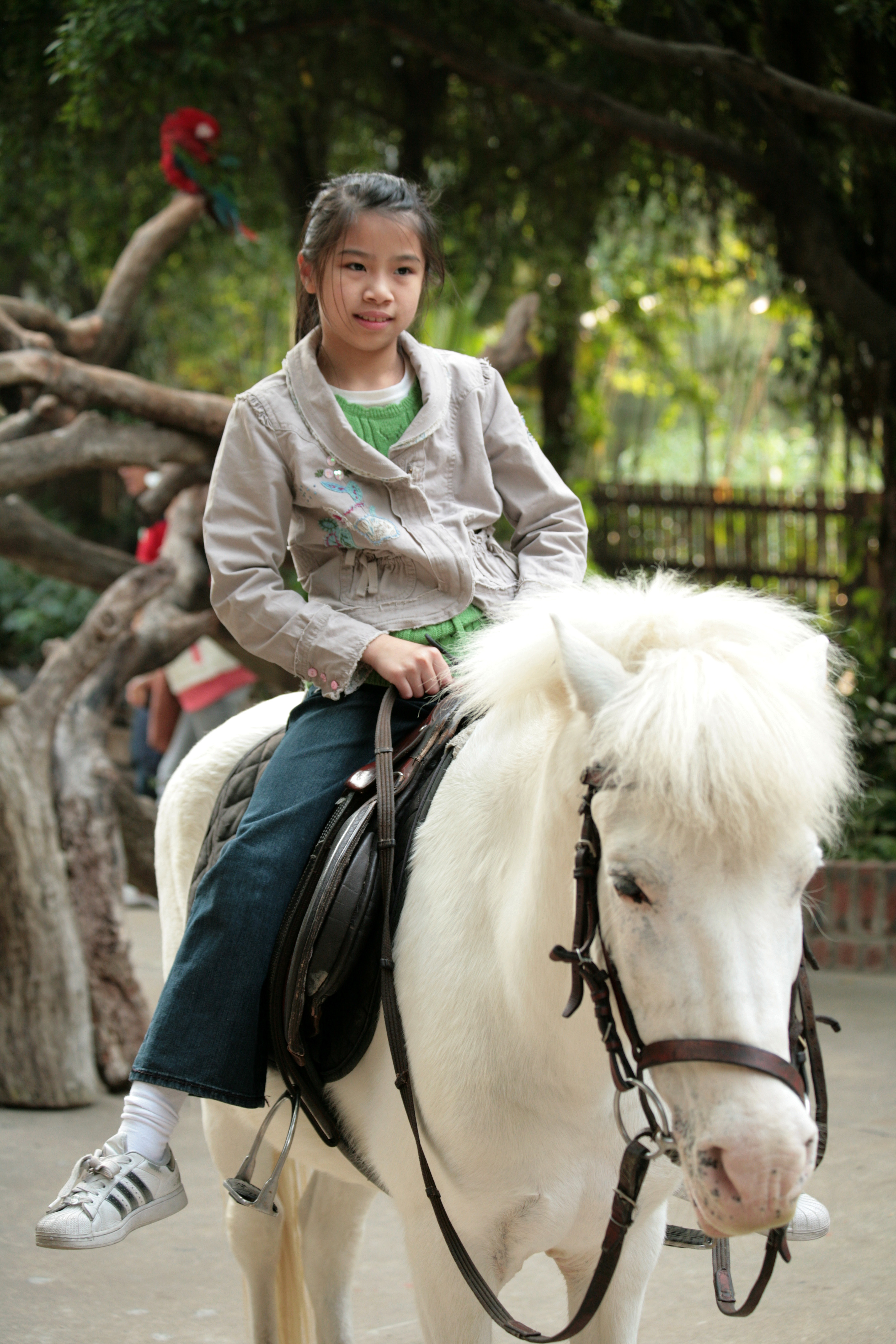
Cưỡi ngựa trắng chụp hình

Cũng ở Việt Nam, ngựa bạch thường được sử dụng để bán lấy thịt và nấu cao và do ngựa bạch thường có bộ lông đẹp nên đã có dịch vụ các cô dâu, chú rể thuê ngựa bạch cưỡi hoặc 2 ngựa bạch kéo xe hoa để chụp ảnh cưới. Ngựa bạch là giống ngựa quý hiếm, có thể dùng thịt và xương để làm thuốc chữa bệnh, giá của một con ngựa bạch giống bình thường cao. Trước đây giá trị một con ngựa bạch chỉ ngang ngựa thường vì người ta không biết nấu cao cũng chẳng dám ăn thịt chúng mà chỉ sử dụng để thồ hàng. Giờ cao ngựa bạch được ưa, người dân mới gây thêm giống cho đàn ngựa bạch trở nên đông đúc. Cứ mỗi một năm rưỡi, mỗi chú ngựa cái lại cho ra một lứa ngựa bạch mới có giá trị rất cao.
Ngựa nấu cao phải từ 7-8 năm xương cốt phát triển mới lợi cao (được nhiều cao), cao mới tốt, đặc biệt là những con ngựa đực trên mười tuổi. Chúng có thể hình to cao, tích tụ đầy đủ những vi chất tinh túy trong từng tế bào. Trước đây ở Việt Nam do nhiều người săn lùng ngựa bạch để nấu cao nên số lượng ngựa bạch đã giảm sút Trước đây giá trị một con ngựa bạch chỉ ngang ngựa thường vì người ta không biết nấu cao cũng chẳng dám ăn thịt chúng mà chỉ sử dụng để thồ hàng. Giờ cao ngựa bạch được ưa, người dân mới gây thêm giống cho đàn ngựa bạch trở nên đông đúc.
Nhiều lời đồn thổi đã đẩy cao ngựa bạch lên thành một thần dược có thể trị được bách bệnh, cao ngựa bạch thích hợp với cả người lớn, trẻ nhỏ, đặc biệt là chữa các bệnh từ như suy nhược cơ thể, phổi, đến yếu sinh lý và cả ung thư. Trên một số tờ báo điện tử, website thông tin đang dùng chiêu tung hỏa mù để đẩy giá cao ngựa bạch trên mạng Internet. Người ta liệt kê tác dụng thần kỳ để chữa các loại bệnh hiếm gặp của cao ngựa bạch như tăng trưởng xương, chống còi xương, phục hồi thoái hóa khớp, chống suy nhược cơ thể đến chống hen, chữa bệnh phổi, suy tim đến cả yếu sinh lý, hỗ trợ chống bệnh ung thư. Nhiều người mua ngựa trắng, giá chỉ bằng cỡ 1/3 ngựa bạch về nấu cao nhưng không nên dùng loại cao ngựa tạp nham
Cách phân biệt cao ngựa bạch thật giả qua nhận biết màu cánh gián (sẫm hay nhạt là do cách nấu của từng cơ sở), mặt hơi mịn, hơi bóng, cao càng khô độ bóng sẽ giảm. Cao giả là miếng cao trong suốt thì thành phần chủ yếu là sáp ong còn loại cao có nhiều hạt trắng là do người nấu chạy theo lợi nhuận nghiền bã xương đã nấu trộn vào. Thị trường Việt Nam hiện nay có rất nhiều loại cao xương ngựa không rõ nguồn gốc, không nhãn mác và không có hạn sử dụng. Bản chất của cao xương ngựa chỉ là một loại thực phẩm chức năng. Tuy nhiên thời gian gần đây, cũng có người đi nuôi và mua ngựa bạch để lấy cao. Ở Việt Nam, ngựa bạch được coi là ngựa thuốc quý hiếm để nấu cao ngựa bạch.

## Chăn nuôi

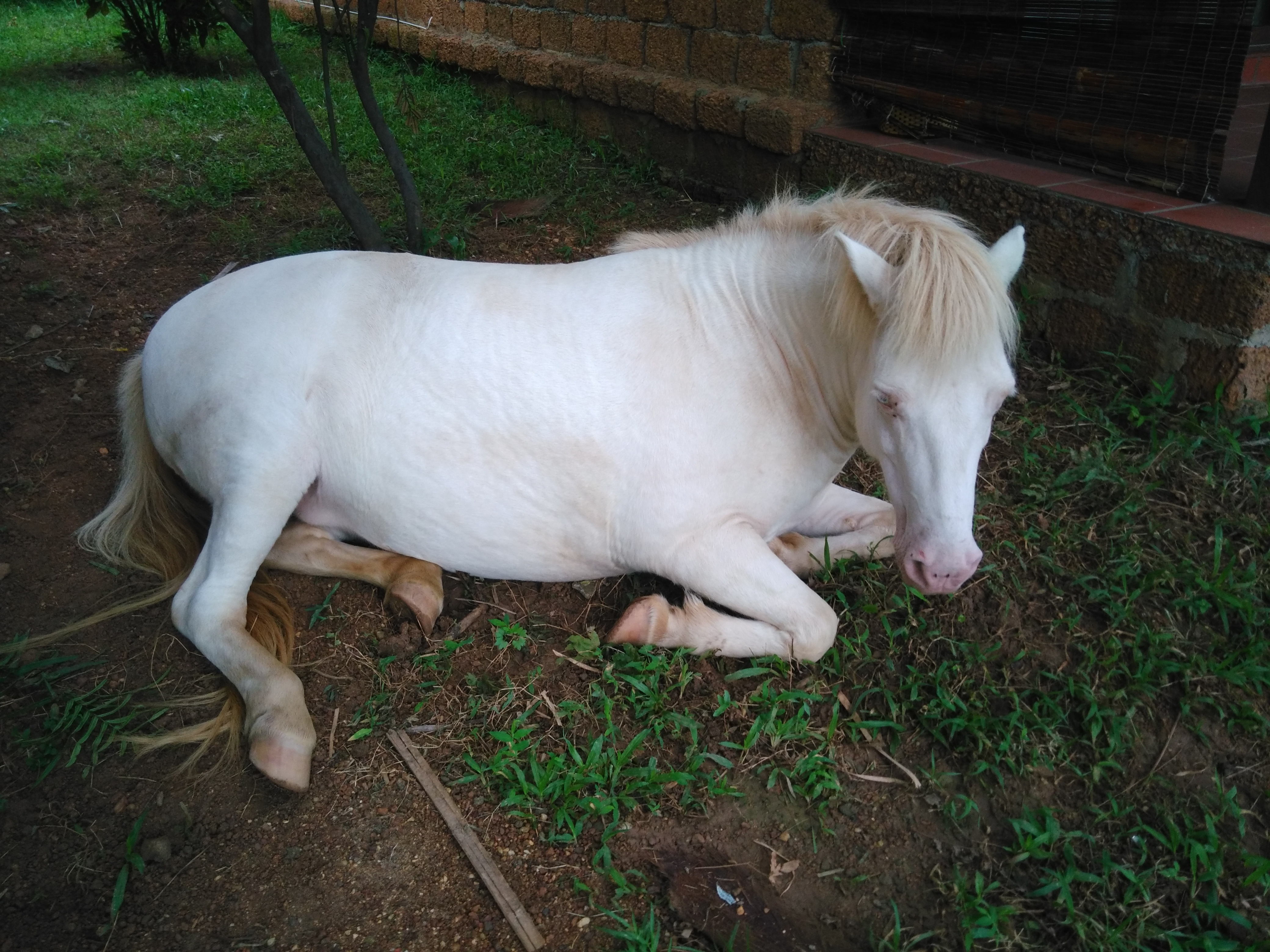
Một con ngựa bạch Việt Nam

Ở Trung Quốc, ngựa Bạch được tuyển chọn nuôi thành các trang trại gia đình, chọn lọc nhân thuần, khai thác tinh bảo tồn ngựa bạch nhạn. Ngựa bạch là loài thuộc dạng quý hiếm. Ở Việt Nam, giống ngựa bạch tại Việt Nam phân bố chủ yếu ở 3 tỉnh Đông Bắc là Lạng Sơn, Cao Bằng, Bắc Giang. Có 70-80% ngựa tại đây sinh sản tự nhiên. Viện chăn nuôi của Bộ Nông nghiệp điều tra từng công bố số lượng ngựa bạch Việt Nam còn 300 con trong khi Hội Chăn nuôi Việt Nam thì cho rằng còn khoảng 500 con ngựa bạch. Trại ngựa trắng Bá Vân là nơi nuôi dưỡng hơn 100 con ngựa bạch thuần chủng đạt tiêu chuẩn được nghiên cứu chăm sóc đặc biệt và nhân giống bảo tồn nguồn gen ngựa quý của Việt Nam, việc chăm sóc giống ngựa bạch Việt Nam không quá cầu kỳ, chỉ tốn nhiều thời gian, hàng ngày ngựa ăn cỏ lúc 10h và 17h, đến 14h ăn cám, vào mùa đông lạnh thì hạn chế tắm và thả rông. Ngựa nuôi 10 tháng là trưởng thành, nuôi thêm 1 năm có thể sinh sản, do đặc thù ngựa bạch Việt Nam nhỏ nên trang trại đã nuôi thêm ngựa Tây Tạng để cải tạo nhân giống.
Ngựa bạch ở Việt Nam có xuất xứ là ngựa Cao Bằng. Giống ngựa Cao Bằng được nuôi nhiều nhất ở Thái Nguyên, Bắc Giang, Lạng Sơn và Cao Bằng. Ngựa bạch Cao Bằng nhỏ, con trưởng thành chỉ nặng khoảng 150–180 kg, nuôi ngựa bạch Cao Bằng vừa dễ ở chỗ ngựa bạch ăn được tất cả các loại cỏ, bệnh tật rất ít, thường chỉ mắc các bệnh thông thường như đầy hơi, chướng bụng, hoàn toàn dễ chữa khỏi. Tuy nhiên chúng thích nghi với thời tiết mùa hè kém hơn nhiều so với trâu, bò, ngựa bạch là giống không chịu được trời quá nóng. Việt Nam hiện đã xuất hiện giống ngựa bạch Tây Tạng của Trung Quốc, hay cả loài ngựa bạch rất to lớn của Mông Cổ (ngựa Mông Cổ.
Người ta cũng lai giống ngựa bạch Việt Nam với giống ngựa bạch Tây Tạng, ngựa Tây Tạng con trưởng thành có thể nặng đến 350 kg, gấp đôi ngựa bạch Cao Bằng của Việt Nam. Ngựa bạch Tây Tạng có giá cả trăm triệu đồng một con. Với những con ngựa bạch trưởng thành nặng trên 300 kg,vào thời điểm năm 2013 có giá khoảng 200 triệu/con. Do quen sống ở xứ lạnh như vùng cao nguyên Tây Tạng nên giống ngựa bạch này về Việt Nam gặp thời tiết nóng của mùa hè là rất dễ chết. Thuần hóa ngựa bạch Tây Tạng là điều rất khó khăn. Một con ngựa Tây Tạng trưởng thành có thể nấu được 7 kg cao trong khi ngựa bạch Cao Bằng chỉ nấu được 3,5 kg. So với giống ngựa thông thường, ngựa bạch được người mua ưa chuộng hơn, đặc biệt trong vài năm trở lại đây, giống ngựa bạch chiếm số lượng nhiều hơn hẳn trong tổng đàn. nhiều người chọn mua ngựa bạch phần vì ngựa bạch đẹp mã hơn.
Tại xã Ngọc Lý, huyện Tân Yên tỉnh Bắc Giang giá ngựa Bạch được bán theo nhu cầu thị trường. Tức là khi ngựa bạch ở mức bình thường thì dao động từ 50 – 60 triệu đồng/con đực, 30 – 40 triệu đồng/con cái. Nhưng khi ngựa bạch đã khan hiếm thì giá trị đưa ra là vô cùng, có thể lên tới 80 triệu đồng/con không kể là cái hay đực. Xã Hữu Kiên thuộc Chi Lăng, Lạng Sơn là địa phương sở hữu nhiều ngựa bạch nhất Việt Nam với trên 130 con trong tổng số chừng 400-500 con ngựa bạch trên toàn quốc. Đặc biệt hơn, đồng bào dân tộc nơi đây còn có những cách chăm ngựa bạch, tạo giống ngựa bạch, nấu cao ngựa bạch. Nghề nuôi ngựa từ lâu rất phát triển ở Hữu Kiên, hiện địa phương này có trên 700 con ngựa, đặc biệt hơn trong đó có khoảng trên 130 con là ngựa bạch.
Quan niệm "ngựa bạch sạch cửa nhà" đã khiến cho giống bạch mã bao đời bị người dân miền Phẩm Giàng (xã Dương Thành, huyện Phú Bình, tỉnh Thái Nguyên) xa lánh và coi đó là con vật gắn liền với vận hạn đen đủi. Xã Hữu Kiên (Chi Lăng, Lạng Sơn) là địa phương sở hữu nhiều ngựa bạch nhất Việt Nam với trên 130 con trong tổng số chừng 400-500 con ngựa bạch trên toàn quốc. Nghề nuôi ngựa từ lâu rất phát triển ở Hữu Kiên, hiện địa phương này có trên 700 con ngựa, đặc biệt hơn trong đó có khoảng trên 130 con là ngựa bạch - một giống ngựa quý mà giá một con khi bán có thể đánh đổ chục con ngựa thường. Đặc biệt, ở Việt Nam hiện đã xuất hiện giống ngựa bạch Tây Tạng của Trung Quốc, hay cả loài ngựa bạch rất to lớn của Mông Cổ. 

## Một số giống

### Ngựa bạch Việt
Ngựa bạch Việt Nam có xuất xứ từ Cao Bằngvà là dòng ngựa quý, hiếm, có số lượng rất ít ở Việt Nam hiện nay, được phân bố rải rác ở một số tỉnh miền núi Đông Bắc Việt Nam, phân bố chủ yếu ở ba tỉnh Đông Bắc là Lạng Sơn, Cao Bằng, Bắc Giang. Chúng được nuôi nhiều nhất ở Thái Nguyên, Bắc Giang, Lạng Sơn vàCao Bằng. Chúng có ngoại hình nhỏ, săn chắc. lông, da, bờm, móng và các lỗ tự nhiên đề có mầu trắng và trắng hồng. Chúng là dòng ngựa tầm trung, có khối lượng 180 kg. Ngựa bạch còn được coi là dược liệu quí hiếm (hay còn gọi là thần dược) dùng vào việc bồi bổ, nâng cao thể lực, chữa trị một số chứng bệnh nan y cho người, là thực phẩm có giá trị dinh dưỡng cao

### Ngựa bạch Mỹ

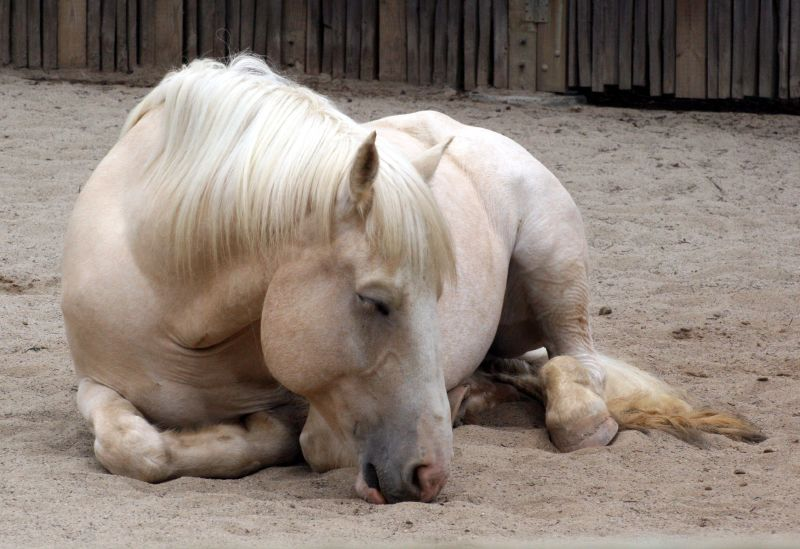
Một con ngựa bạch Mỹ

Là giống ngựa có nguồn gốc từ Hoa Kỳ, đây là giống ngựa quý ở Mỹ với màu lông hồng nhạt như kem, đôi mắt hổ phách từng được sử dụng để kéo xe những năm 1900 cho quý tộc nước Mỹ. Nó được công nhận bởi màu kem, được gọi là "vàng champagne" bởi các hoạt động của gen champagne màu cơ sở hạt dẻ, và đôi mắt màu hổ phách của nó, cũng đặc trưng của gen; chỉ màu khác được tìm thấy trong các loài này là hạt dẻ. Giống như một số giống khác có nguy cơ bị các bệnh di truyền lặn nhiễm sắc thể. Các cơ giới hóa nông nghiệp ở giữa thế kỷ 20 đã dẫn đến sự suy giảm dân số của loài này và đăng ký trở thành không hoạt động trong nhiều thập kỷ. 

### Ngựa bạch Pháp
Ngựa Camargue là dòng Ngựa trắng quý hiếm ở Camargue là một trong những giống ngựa lâu đời nhất trên thế giới, sống tự do trong các đầm lầy nhỏ ở Camargue, vùng đất ngập nước ở đồng bằng sông Rhone, nước Pháp. Ngựa Camargue khi sinh ra chúng có màu nâu sẫm hoặc đen, đến 4-5 tuổi bộ lông dần chuyển sang màu trắng. Chúng nhanh nhẹn, dũng cảm và khỏe mạnh, có khả năng chịu được thời tiết khắc nghiệt trong một thời gian dài mà không có thức ăn, ngựa Camague, loài động vật biểu tượng cho tinh thần tự do, phóng khoáng.

### Ngựa Camarillo

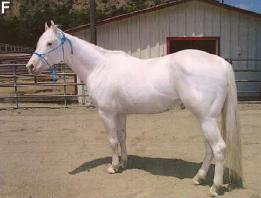
Một con ngựa bạch Camarillo

Ngựa bạch Camarillo là một giống ngựa hiếm được biết đến với màu trắng tuyền của nó. Chúng được lai tạo bởi ông Adolfo Camarillo khi mua một con ngựa đực 9 tuổi tên là Sultan tại Hội chợ bang California tại Sacramento. Con ngựa trắng California được sở hữu và nuôi của gia đình Camarillo cho đến khi cái chết của con gái Adolfo Camarillo là Carmen vào năm 1987. Không giống như một con ngựa màu xám được sinh ra bóng tối và làm sáng khi già đi, con ngựa Camarillo trắng là trắng từ khi sinh ra và vẫn trắng trong suốt cuộc đời của chúng. Chúng được biết đến có cẵng chân tay mạnh mẽ, một khuôn mặt biểu cảm, đôi mắt to và cổ nổi cong. Dù vậy, vì vì có gen khác nhau có liên quan, ngựa Camarillo trắng không mang gen cho hội chứng gì.